# Интернет в Азербайджане
Азербайджанский интернет или интернет в Азербайджане — часть интернета на территории Азербайджана. Азербайджанский сегмент интернета представлен на азербайджанском, русском, английском языках.
Присутствуют несколько провайдеров. Развит сектор мобильного интернета. Основное используемое доменное имя — .az.
По данным speedtest.net на февраль 2022 года средняя скорость мобильного интернета в стране составила 29,06 Мбит/сек., широкополосного интернета — 17,24 Мбит/сек.

## История
Азербайджан вошёл в интернет-сообщество в 1991 году. Первым провайдером стал Intrans. Первые интернет-медиа в Азербайджане появились в 1996 году. Первые азербайджанские сайты появились в конце 1990-х годов.
Стоимость регистрации национального домена с октября 2006 года составила 20 AZN.
В 2005 году в Азербайджане скорость интернета составляла от 512 кбит/с. до 24 000 кбит/с.
Первым провайдером, предоставившим доступ к широкополосному оптоволоконному интернету, стал KATV1..
В 2009 году в Азербайджане началось использование сетей поколений 3G, 4G (WiMAX).
В начале 2018 года провайдером Bakcell были запущены услуги мобильной связи 4G (LTE) на всех станциях метрополитена Баку.
В начале сентября 2020 года азербайджанский провайдер Delta Telecom в сотрудничестве с Sandvine установил систему блокировки стриминга видео с YouTube, Facebook и Instagram.
27 сентября 2020 года в связи с возобновлением боевых действий в Карабахе Министерство связи Азербайджана в очередной раз заблокировало доступ во все популярные сервисы, соцсети и онлайн-игры, App Store и Google Play, а также к средствам обхода блокировок, включая прокси-серверы, VPN и SSH.
Используемое в Азербайджане оборудование для блокировок от производителей Sandvine и Procera Networks импортируется в страну такими компаниями как BestComp Group.

## Общие сведения
С 1 января 2017 года установлен налог на электронную торговлю в виде налога на добавленную стоимость (около 18 %).
С 2016 года потребителям предоставлено право требовать у операторов обеспечения безопасным интернетом.
На 2020 год в рейтинге кибербезопасности «Global Cybersecurity Index» Азербайджан занимал 40 место.
Уровень проникновения интернета на декабрь 2021 года составил 85% населения.
На 1 января 2022 года число абонентов IPTV составляет 11 494. На июнь 2022 года число пользователей Facebook составило 5 млн. 255,1 тыс. чел., что составило 51 % населения.
В 2016 году объём электронной торговли составил 7 млн. манат, в 2015 году - 12,8 млн. манат. В 2017 году объёмы электронной торговли в республике составили 21,8 млн. манат.
Проводится цифровизация государственных и некоторых частных услуг. Государственные учреждения Азербайджана переходят в правительственное облако.
На февраль 2024 года планируется запуск двух новых дата-центров.
Ежегодно с 2009 года вручается национальная интернет-премия Milli Net за лучший сайт.
На февраль 2025 года количество пользователей сети Instagram составляет 41,25 % от всех пользователей, Facebook — 21,65 %, Pinterest — 17,44 %, YouTube — 11,43 %, X — 4,04 %.

## Регулирование
В 2004 году был создан Координационный совет по развитию интернета при Министерстве цифрового развития и транспорта Азербайджана. Основной задачей Координационного совета является способствовать развитию интернета в стране.
Координационный совет контролирует регистрацию доменных имён, оказывает работникам этой сферы помощь научно-методического характера. Деятельность Координационного совета осуществляется с учётом рекомендаций Международного союза электросвязи, ICANN, IANA и других организаций.

## Широкополосный интернет
На сентябрь 2016 года согласно отчёту Междунаро́дного сою́за электросвя́зи каждые 77 из 100 человек в стране являлись пользователями интернета. При этом, каждые 19,76 чел. из 100 являлись пользователями широкополосной связи.
В 2017 году уровень проникновения широкополосного интернета в стране составил 75,5 %. Численность абонентов составила 7 млн. 531 тыс. человек.
На 2018 год средняя входящая скорость интернета составляла 2,52 Мб./сек. На август 2021 года, согласно рейтингу Speedtest Global Index входящая скорость мобильного интернета составила 39,25 Мбит./сек., входящая скорость фиксированной широкополосной связи составила 25,36 Мбит./сек.
По состоянию на август 2021 года средняя входящая скорость по стране составила для широкополосного интернета — 25,36 Мбит/сек., для мобильного интернета — 39,25 Мбит/сек. Исходящая скорость для мобильного интернета — 14,83 Мбит/сек.
На октябрь 2021 года 70 % пользователей фиксированного широкополосного интернета получали услуги доступа в интернет через ADSL.
На май 2023 года 39 % домохозяйств страны были обеспечены широкополосным интернетом. За 11 месяцев 2023 года 888 000 домохозяйств подключены к широкополосному интернету. Общее число подключённых к широкополосному интернету в стране на декабрь 2023 года составило 1,7 миллиона домохозяйств (58 % домохозяйств страны).
На апрель 2024 года 2,16 млн хозяйств (в том числе домохозяйств и предприятий) обеспечены широкополосным интернетом. Это составляет 74 % домохозяйств и субъектов бизнеса страны.
Осуществляется замена медной магистральной кабельной инфраструктуры оптическими кабелями, создается оптическая распределительная сеть. Осуществляется проект «Онлайн-Азербайджан», в рамках которого осуществляется прокладка широкополосной сети в регионах Азербайджана с минимальной скоростью 25 Мбит/с на основе технологии GPON.
Средняя скорость широкополосного интернета
| Год  | Скорость (Мбит/с) |
| ---- | ----------------- |
| 2022 | 27,15             |
| 2023 | 35,25             |

## Количество сайтов
На 14 октября 2021 года в зоне .az было зарегистрировано 37 967 доменов (сайтов). Из них 35 510 доменов второго уровня. С 1 января по 14 октября 2021 года было создано 9 690 доменов, закрыто 8 390 доменов.
В 2023 году начали действовать 119 новых доменов и 323 субдомена государственных органов.

## Провайдеры
На июнь 2023 года в стране функционируют 107 интернет-операторов и провайдеров.
Действуют два государственных провайдера — Aztelecom и Bakinternet. На 2021 год услуги доступа в интернет предоставляют Aztelekom, Baktelecom, Azeronline, Delta Telekom, AzerTelecom и другие провайдеры.
Пятью провайдерами предоставляется жителям Азербайджана отфильтрованный, иначе говоря, «Халяльный интернет» .
Самой крупной сетью широкополосного беспроводного интернета в республике является Sazz 4G. Начиная с 2010 года, Sazz 4G функционирует на базе технологии Mobile WiMAX 4G. Скорость интернета составляет 10Mb/s. На некоторых территориях скорость не превышает планки 1Mb/s. Сеть охватывает Баку, Сумгаит, посёлки Апшеронского полуострова, Гянджу, Мингечевир, Губа, Гусар, Хачмаз, Шеки, Загатала, Балакян, Ленкорань, Масаллы, Лерик, Астара.
Азербайджан является одним из государств с высоким риском отключения интернета из-за низкого количества сетей, которые связывают страну с внешними узлами обмена трафиком.
29 марта 2025 года спутниковый оператор Starlink распространил покрытие на Азербайджан. 4 июня 2025 года Starlink был зарегистрирован в качестве провайдера.

## Информационная безопасность
28 марта 2023 года при Министерстве цифрового развития и транспорта учреждена Служба электронной безопасности. Служба осуществляет мониторинг информационных ресурсов, расследует правонарушения в области информационной безопасности.
На территории страны наиболее распространены фишинговые и DDoS атаки.
Банки и финансовые учреждения страны внедряют службы информационной безопасности.

### 2023
В результате расследования Службы электронной безопасности, проведённого с сентября по ноябрь 2023 года, в стране выявлено 137 тысяч заражённых вредоносными программами IP-адресов.
В 2023 году выявлено 911 430 000 вредоносных ссылок, выявлено 186 фальшивых доменов, аналогичных доменам gov.аz.